# Fergus Slattery
John Fergus Slattery (Dún Laoghaire, 12 de febrero de 1949) es un agente inmobiliario y ex–jugador irlandés de rugby que se desempeñaba como ala.
Fue internacional con el XV del Trébol de 1970 a 1984, representó a los British and Irish Lions y es considerado uno de los mejores jugadores de la historia. Desde 2015 es miembro del World Rugby Salón de la Fama.

## Selección nacional
Debutó para el XV del Trébol con solo 19 años y ante los Springboks. En todos sus partidos fue titular, capitán en 18 de ellos y lideró la gira por Australia 1979 donde obtuvo la victoria contra los Wallabies.
En su último test enfrentó a Les Bleus por el Torneo de las Cinco Naciones 1984, jugó un total de 61 partidos y marcó tres tries (12 puntos de aquel entonces).

### Leones Británicos
En 1974 fue seleccionado a los British and Irish Lions por su compatriota Syd Millar, para participar de la Gira a Sudáfrica. Slattery disputó todos los test–matches frente a los Springboks como titular y se lo considera una pieza clave de aquel seleccionado.

## Palmarés
- Campeón del Torneo de las Seis Naciones de 1974 y 1982.
- Campeón del Interprovincial Championship de 1972, 1980, 1981 y 1982.